# Decalachao
Decalachao  es un barrio rural  del municipio filipino de primera categoría de Corón perteneciente a la provincia  de Paragua en Mimaro,  Región IV-B.

## Geografía
Este barrio  se encuentra en  la Isla Busuanga la más grande del Grupo Calamian, donde se encuentra su ayuntamiento. Situado a medio camino entre las islas de Mindoro (San José) y de Paragua (Puerto Princesa),  el Mar de la China Meridional a poniente y el mar de Joló a levante. Al sur de la isla están las otras dos islas principales del Grupo Calamian: Culión y  Corón.
Su término linda al norte con el Estrecho de Mindoro,  con la bahía de Maricabán, donde desemboca el río Pangauarán, con la isla de Cabilauán y también con el barrio de San José;  al sur con los barrios de  Bintuán y de Guadalupe; al este con el barrio de  San Nicolás; y al oeste con el municipio vecino de Busuanga, barrio de Cheey.
Este barrio comprende los sitios de Aran , de Cuay, de Cabugao y de Maricabán.

### Comunicaciones
En este barrio se encuentra el Aeropuerto Francisco B. Reyes IATA: USU, ICAO: RPVV (Francisco B. Reyes Airport o Busuanga Airport).

### Demografía
El barrio  de San José  contaba  en mayo de 2010 con una población de 1.243 habitantes.

### Economía
Minas de manganeso en los montes Puldulán y Kulubán.